# 本学院
本学院（ほんがくいん）は、埼玉県桶川市にある本山修験宗の寺院。

## 歴史
元和年間（1615年 - 1624年）、栄祐によって開山された。栄祐は平安時代末期の武将斎藤実盛の末裔である。栄祐は江戸幕府代官頭伊奈忠治より当地の新田開発の許可証が交付され、修験道の修行の一環として開拓事業に従事していた。
かつては13か寺もの末寺を擁していたが、明治初期の神仏分離により、天台宗に属することになった。戦後は天台宗から分離し、本山修験宗に属することになった。

## 交通アクセス
- 路線バス細谷停留所より徒歩7分。